# Anthohebella najimaensis
Anthohebella najimaensis is een hydroïdpoliep uit de familie Hebellidae. De poliep komt uit het geslacht Anthohebella. Anthohebella najimaensis werd in 1995 voor het eerst wetenschappelijk beschreven door Hirohito. 